# Misha Collins
Dmitri Tippens Krushnic (Boston, 20 de agosto de 1974), artisticamente conhecido por Misha Collins, é um ator, diretor e produtor estadunidense. Ganhou destaque por seu papel como o serial killer Paul Bernardo no polêmico filme Karla e por sua notoriedade como intérprete de Castiel, na série Supernatural.

## Vida
Quando criança, a família de Misha era muito pobre, o que os levava a serem despejados constantemente. Por causa disso, ele estava em uma escola nova pelo menos uma vez por ano. Conseguindo terminar o colegial na Northfield Mount Hermon School em 1992, Misha frequentou a Universidade de Chicago para estudar Teoria Social.

"Atuar foi o que me fez sair da politíca. Queria fazer algo mais respeitável… então me mudei para Hollywood."

—Misha explicando a desistência da politica.
Durante a Universidade, passou alguns meses recluso em um mosteiro no Tibete. Logo após terminar a Universidade, Misha mudou-se para Washington D.C. com sua então namorada e, agora, ex-esposa Victoria Vantoch, com o intuito de cursar uma Faculdade de Direito e começar uma empresa de software.
Em Washington D.C. Misha obteve um certificado do curso de EMT, trabalhou por seis meses na National Public Radio em um programa chamado "Weekly Edition" e estagiou por seis meses no Gabinete Pessoal do Presidente da República da então administração do presidente Bill Clinton.
O ator tem dois filhos, o primeiro é  West Anaximander Collins (referência à um dos primeiros filósofos gregos, Anaximandro) e no dia 25 de setembro de 2012, nasceu sua filha Maison Marie Collins.

## Carreira

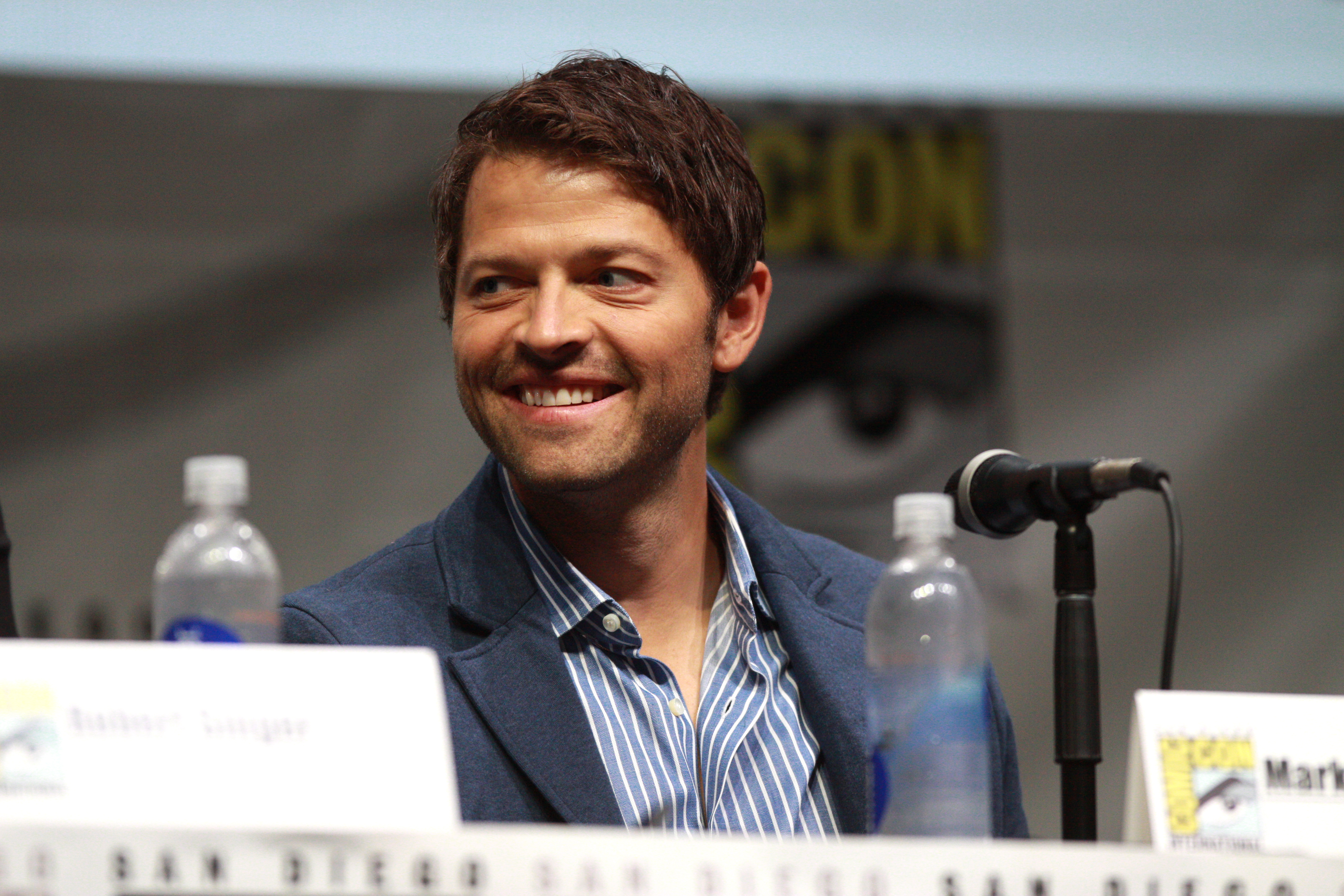
Misha no Painel de Supernatural na Comic-Con International 2013

A primeira atuação de Misha foi para um público não-pagante quando tinha apenas 4 anos de idade. O espetáculo durou 3 horas e foi realizado no teatro da University of Massachusetts Amherst.
Misha começou a atuar seriamente, após frequentar a Universidade de Chicago, quando já estava morando em Washington D.C. com sua namorada Victoria Vantoch. Ele estava terminando o estágio na Casa Branca e saindo do emprego na National Public Radio, estava com um programa de verão sem fins lucrativos para os jovens da cidade, era presidente de uma empresa de software educativo, estava construindo móveis, fazendo documentários e preparando-se para entrar na Faculdade de Direito - isto tudo acontecendo dentro de um ano. Era uma época extremamente produtiva e ocupada para Misha, mas ele não estava muito entusiasmado, pois ao mesmo tempo em que tudo acontecia, ele queria atuar, pois havia muito tempo em que estava interessado nisto. Logo chegaria a chance.

"Recebi uma carta de alguém que havia se acidentado - que estava no hospital - e imaginou meu personagem, o anjo, de pé na cabeceira de sua cama, o que lhe deu forças e o ajudou a sobreviver. Tenho mensagens como essa, que são comoventes e significativas."

—Misha falando sobre o amor dos fãs.
Sua primeira audição profissional foi para o filme Liberty Heights do cineasta Barry Levinson. Atuou na série Legacy, em seguida, interpretou um pequeno papel no aclamado filme Girl, Interrupted. Depois disto e por isso, decidiu mudar-se para Los Angeles e atuar em tempo integral. Desde então, participou de séries como Charmed, ER, CSI, Monk e Nip/Tuck.
Seu primeiro papel de destaque foi como o vilão Alexis Drazen que planejava matar o candidato à presidência, o Senador David Palmer, na primeira temporada da série 24 Horas. Porém, Misha explodiu ao interpretar o anjo Castiel, a partir da quarta temporada da série Supernatural, onde era ator coadjuvante, acabou ganhando um papel fixo na quinta temporada da série, permanecendo no elenco até os dias atuais, quase regulamente principalmente na atual temporada

## Filmografia
| Filmes    | Filmes                                          | Filmes                        | Filmes             | Filmes                                                                      |
| Ano       | Filme                                           | Título no (Brasil)            | Papel              | Notas                                                                       |
| --------- | ----------------------------------------------- | ----------------------------- | ------------------ | --------------------------------------------------------------------------- |
| 1999      | Liberty Heights                                 | Ruas de Liberdade             | Um cara            | não creditado                                                               |
| 1999      | Girl, Interrupted                               | Garota, Interrompida          | Tony               |                                                                             |
| 2002      | Par 6                                           | Par 6                         | Al Hegelman        |                                                                             |
| 2003      | Moving Alan                                     | Como Eliminar seu Marido      | Tony Derrick       |                                                                             |
| 2003      | Finding Home                                    | Voltando para Casa            | Dave               |                                                                             |
| 2004      | The Crux                                        | The Crux                      |                    | O cara pendurado na corda                                                   |
| 2005      | 20 Things to Do Before You're 30                |                               | Papel desconhecido | Filme para a Tv                                                             |
| 2006      | Karla                                           | Karla - Paixão Assassina      | Paul Bernardo      |                                                                             |
| 2007      | Reinventing the Wheelers                        |                               | Joey Wheeler       | Filme para a Tv                                                             |
| 2008      | The Grift                                       |                               | Buster             |                                                                             |
| 2008      | Over Her Dead Body                              | Nem Por Cima do Meu Cadáver   | Brian              |                                                                             |
| 2010      | Stonehenge Apocalypse                           |                               | Jacob              | Filme para a Tv                                                             |
| Séries    |                                                 |                               |                    |                                                                             |
| Ano       | Título                                          | Título no (Brasil)            | Papel              | Notas                                                                       |
| 1999      | Legacy                                          |                               | Andrew             | Episódio "The Big Fix"                                                      |
| 1999      | Charmed                                         | Charmed                       | Eric Bragg         | Episódio "They're Everywhere"                                               |
| 2000      | NYPD Blue                                       | Nova York Contra o Crime      | Blake DeWitt       |                                                                             |
| 2001      | Seven Days                                      |                               | Sergei Chubais     | Episódio "Born in the USSR"                                                 |
| 2002      | 24                                              | 24 Horas                      | Alexis Drazen      | 7 Episódios começando no E14                                                |
| 2005      | CSI: Crime Scene Investigation                  | CSI: Investigação Criminal    | Vlad               | Episódio "Nesting Dolls"                                                    |
| 2005-2006 | ER                                              | Plantão Médico                | Bret               | Episódio "Alone in a Crowd" Episódio "Here and There" Episódio "If Not Now" |
| 2006      | Monk                                            | Monk: Um Detetive Diferente   | Michael Karpov     | Episódio "Mr. Monk and the Captain's Marriage"                              |
| 2006      | Navy NCIS: Naval Criminal Investigative Service | NCIS: Investigações Criminais | Justin Ferris      | Episódio "Singled Out"                                                      |
| 2006      | Close to Home                                   | Em Nome da Justiça            | Todd Monroe        | Episódio "There's Something About Martha"                                   |
| 2007      | CSI: NY                                         | CSI: Nova Iorque              | Morton Brite       | Episódio "Can You Hear Me Now?"                                             |
| 2007      | Without a Trace                                 | Desaparecidos                 | Chester Lake       | Episódio "Run"                                                              |
| 2008-2020 | Supernatural                                    | Sobrenatural                  | Castiel            | Papel Regular                                                               |
| 2009      | Nip/Tuck                                        | Estética                      | Manny Skerritt     | Episódio "Manny Skerritt"                                                   |
| 2012      | Ringer                                          |                               | Dylan              | Episódio "Whores Don't Make That Much"                                      |
| 2016      | Supernatural                                    | Sobrenatural                  | Castiel / Lúcifer  | Episódio "The Devil In Details"                                             |

## Vida Pessoal
Misha é budista e todos os anos faz um retiro de 10 dias para o Nepal, onde já passou seis meses em um mosteiro. E quando universitário, um de seus empregos foi de carpinteiro, para poder pagar os estudos e ajudar sua mãe com câncer. Apesar de Misha ter feito alguns trabalhos de carpintaria durante a universidade, ele revelou que ainda hoje, a carpintaria é uma de suas paixões. Em seu tempo ocioso, Misha pode ser encontrado fazendo canoagem, ciclismo, correndo ou fazendo caminhada nas montanhas. Ele também pratica snowboard, esporte que o levou a fazer viagens de inverno para as serras, onde construiu e dormiu em iglus. Além de ator, Misha é um poeta com trabalhos publicados no "The Columbia Poetry Review", "The Quarterly California" e outros jornais literários.